# 潜揚大伊900型
潜揚大伊900型（せんようだいい900がた）は、荒巻義雄の架空戦記『紺碧の艦隊』に登場する架空の潜水艦である。

## 特徴
この潜水艦は一言で言えば『潜水揚陸艦』である。前世ガ島防衛戦などで「海上艦による物資輸送」が米通商破壊作戦で立ち行かなくなった反省を受け、『敵聖域下の孤島防衛戦における特務輸送艦』として立案、建造された。紺碧艦隊を含めると、総トン数はかなりのモノになるが、大戦初期に「大和級超戦艦」群（計画されていた『大和級4艦』を合わせても24万総トン弱）を建造せず、余剰物資全てを振り向けて『潜水艦隊決戦思考』を選んだ慧眼故の賜である。
潜水艦ゆえの秘匿性を活かし、敵領土への奇襲上陸や上陸部隊への隠密輸送を行う。また味方艦艇への補給艦としての能力を有する。同型艦は計10隻。
豪州孤立化作戦である『塔』作戦実施時には、マッカーサー将軍をして『謎の輸送網』として悩ませるなど、その補給能力の高さは目を見張るモノであった。

### 諸元
※後世第2次世界大戦後期時
- 水中排水量:9330t
- 最大速力:22ノット（水上）・14.5ノット（水中）
- 水上巡航速力：10ノット（軸出力1200馬力時）
- 最大作戦半径:500海里以上

コミック3巻では『潜補伊700型』に似た艦型として出ており「2軸式ポンプジェット推進」となっていたが、改修後は潜高中の呂型潜などと同様の一軸式ポンプジェットに改められたようだ。

### 武装
- 25mm3連装対空機銃:4基

「マダガスカル島攻略戦」実施に合わせ、紺碧艦隊と共に施された一次改装で以下の武装が追加された
- 有翼噴進弾垂直発射機:8基（司令塔後部の格納筒部分を一部削って装備）
- 17.8cm25連装対空噴進砲:3基（艦後部装備）
- 電波攪乱金属箔発射機:2基

一次改装で施された武装は紺碧会研究の『海上・海中立体陣形』による船団防御方法が元になっており、紺碧艦隊との船団運用時（海上艦で言う）護衛艦や重巡など『一般防空艦』の代わりを務める。そのため電探・逆探や音探などは紺碧艦隊と同等の装備に改められた。

### 輸送能力
- 上陸用舟艇:24隻（運用初期）、8トン級大型舟艇：6隻（一次改修後）
- 収容揚陸兵員:完全武装で500名
- 舟艇回収用兼荷揚げ用格納式クレーン:1基[2]

積載した上陸用舟艇を迅速に発進させるため、水密格納庫から艦尾方向に発進用軌条が一条設けられている。
搭載される上陸用舟艇は舷側や操縦席が組み立て式で格納し易く造られており、狭い耐圧格納庫（それでも前世伊400潜よりは大きい）に24隻が重ねられ、天井部の格納用兼発進ラック（今でいう『立体駐車場』のような方式）に収められる。搭載舟艇は一次改修に合わせ、速力の高い「8トン級大型舟艇」6隻搭載に改められた。

#### 搭載揚陸艇（LCVP改[6]）
※原作版設定
- 基準排水量：8トン
- 全長：11メートル
- 全幅：3メートル（最大幅）
- 喫水：0.6メートル（※艇体高は1.7メートルの木製箱形）
- 速力：11ノット（軸出力180馬力、1軸ディーゼル）
- 積載量：人員40名、もしくは貨物3.3トン

艦首や揚陸用ランプドア、機関部や操舵席周りを防弾鋼板で防御している。艦首・尾部には収納用スリング装置が付加。

## 劇中での活躍
この艦が初めてその姿を現したのは照和17年夏の、紺碧艦隊が海軍軍令部内諾の元行ったサモア攻略戦（パプア・ニューギニア侵攻への別動作戦）であり、九鬼中将率いる海兵師団5000名を輸送した。続いて発動された主作戦『乱』においては、ポートモレスビーに篭もるマッカーサー軍を誘き出すためにブナへの物資や機材搬入などを行った。
その後照和20年の改修後に行われたマダガスカル島攻略戦での輸送任務を終えた後、インド洋にて味方潜水艦への補給活動やインド地上戦での兵員輸送に当たった。強襲兵員や補給物資などの輸送活動へ主に従事していたため、紺碧艦隊に次ぐ巨艦でありながら厳しい秘匿措置は執られておらず、『暗雲印度戦線』においては紅玉艦隊の印度活動拠点であるコーチン港へ半潜航行で入港し、海軍印度司令部の置かれたウィリンドン島に接岸している。
なお、マダガスカル島攻略戦に際して、紺碧艦隊の護衛を受けた伊900型4隻は対空警戒陣形を取り海上航行を続けたが、英領セーシェル諸島アルフォンス島近海にて独哨戒機に発見され、熱線探知誘導弾ヘンシェルHs.293F-0による攻撃を受けたが、901潜の対空噴進砲攻撃により母機は撃墜、急速潜航により間一髪で撃沈の危地を逃れた。
建造当初は紺碧艦隊同様『秘匿潜輸艦隊』であったはずだが、日英同盟復活後は秘匿指定を解除したとみられ、「大型輸送艦」として最前線の一級港湾での荷役作業も行えるようになったが、それでも戦略物資や九鬼兵団の輸送には細心の注意が図られたと思われる。

## メディアによる相違
日英同盟締結後は、一般港湾への入港してる事が多いため、一般の海軍将兵にも存在は認知されている。
また、原作やコミックでは『マダガスカル島攻略戦』において「海上・海中立体陣形」で対空艦の役割を担っていたが、OVAではそのシーンは富嶽号が担っていた。そのためか、自衛用の対空機銃は確認出来るモノの『対空噴進砲』『連装噴進砲』などの装備は確認出来ない。